# Sraszen
Sraszen – wieś w Armenii, w prowincji Sjunik. W 2011 roku liczyła 90 mieszkańców.